# Winnsboro (Carolina del Sud)
Winnsboro és una població dels Estats Units a l'estat de Carolina del Sud. Segons el cens del 2007 tenia 3.564 habitants.

## Demografia
Segons el cens del 2000, Winnsboro tenia 3.599 habitants, 1.454 habitatges i 984 famílies. La densitat de població era de 428,9 habitants/km².
Dels 1.454 habitatges en un 33,2% hi vivien nens de menys de 18 anys, en un 37,7% hi vivien parelles casades, en un 25,4% dones solteres, i en un 32,3% no eren unitats familiars. En el 29,7% dels habitatges hi vivien persones soles el 14% de les quals corresponia a persones de 65 anys o més que vivien soles. El nombre mitjà de persones vivint en cada habitatge era de 2,46 i el nombre mitjà de persones que vivien en cada família era de 3,04.
Per edats la població es repartia de la següent manera: un 27,8% tenia menys de 18 anys, un 9,5% entre 18 i 24, un 24,8% entre 25 i 44, un 21,6% de 45 a 60 i un 16,3% 65 anys o més.
L'edat mediana era de 36 anys. Per cada 100 dones de 18 o més anys hi havia 75,1 homes.
La renda mediana per habitatge era de 25.094 $ i la renda mediana per família de 29.550 $. Els homes tenien una renda mediana de 29.275 $ mentre que les dones 18.925 $. La renda per capita de la població era de 14.135 $. Entorn del 23,6% de les famílies i el 24,4% de la població estaven per davall del llindar de pobresa.

## Poblacions més properes
El següent diagrama mostra les poblacions més properes.

## Fills Il·lustres
- Kelly Miller (1863-1939); matemàtic, sociòleg i columnista.